# Football aux Jeux de la Lusophonie de 2009
Navigation
Édition précédente Inde 2014
En 2009, la seconde édition du Football aux Jeux de la Lusophonie a eu lieu du 11 au 19 juillet 2009 dans la ville de  Lisbonne au Portugal.
Les rencontres sont joués dans le Stade José Gomes et le Stade national du Jamor.
Pour cet événement le Portugal créer une pièce de deux euros commémorative. 
La compétition a été organisée par la ACOLOP.
Le Cap-Vert a remporté la compétition en remportant 3 rencontres et un match nul.

## Tournoi

### Format championnat

#### Classements et résultats
| Rang | Équipe     | J | V | N | D | BM | BE | DB  | Pts |
| ---- | ---------- | - | - | - | - | -- | -- | --- | --- |
| 1    | Cap-Vert   | 4 | 3 | 1 | 0 | 11 | 2  | +9  | 10  |
| 2    | Portugal   | 4 | 3 | 0 | 1 | 13 | 3  | +10 | 9   |
| 3    | Angola     | 4 | 2 | 1 | 1 | 9  | 5  | +4  | 7   |
| 4    | Mozambique | 4 | 1 | 0 | 3 | 2  | 9  | -7  | 3   |
| 5    | Inde       | 4 | 0 | 0 | 4 | 2  | 18 | -16 | 0   |

| 11 juillet 2009 | Mozambique      | 2 – 0 | Inde | Stade José Gomes, Lisbonne, Portugal |                          |
|                 | Maninho 27e 67e |       |      | Arbitrage : Luís Estrela             | Arbitrage : Luís Estrela |
|                 | (rapport)       |       |      | Arbitrage : Luís Estrela             | Arbitrage : Luís Estrela |

| 11 juillet 2009 | Cap-Vert         | 1 – 0 | Portugal | Stade José Gomes, Lisbonne, Portugal |                        |
|                 | Héldon Ramos 84e |       |          | Arbitrage : Nuno Borba               | Arbitrage : Nuno Borba |

| 12 juillet 2009 | Angola                                                  | 5 – 0 | Mozambique | Stade José Gomes, Lisbonne, Portugal |                         |
|                 | Paty 21e 66e · Amancio Fortes 41e · Mano 80e · Mocó 84e |       |            | Arbitrage : Nuno Afonso              | Arbitrage : Nuno Afonso |
|                 | (rapport)                                               |       |            | Arbitrage : Nuno Afonso              | Arbitrage : Nuno Afonso |

| 12 juillet 2009 | Cap-Vert                                                                                       | 7 – 1 | Inde                 | Stade José Gomes, Lisbonne, Portugal |                           |
|                 | Dany Bramka 9e 89e · Fulganço Cardozo Bramka ? · Héldon Bramka 19e 45e 62e · Valter Bramka 54e |       | 90e Daniel Fernandes | Arbitrage : José Quitério            | Arbitrage : José Quitério |
|                 | (rapport)                                                                                      |       |                      | Arbitrage : José Quitério            | Arbitrage : José Quitério |

| 14 juillet 2009 | Portugal                                         | 2 – 0 | Mozambique | Stade José Gomes, Lisbonne, Portugal |                             |
|                 | Luís Martins Bramka 77e · Rui Pedro Bramka 90+5e |       |            | Arbitrage : Rogério Ribeiro          | Arbitrage : Rogério Ribeiro |

| 14 juillet 2009 | Angola                      | 2 – 0 | Inde | Stade José Gomes, Lisbonne, Portugal |                          |
|                 | Lau Bramka 21e · Careca 85e |       |      | Arbitrage : José Mavunza             | Arbitrage : José Mavunza |

| 16 juillet 2009 | Cap-Vert          | 1 – 1 | Angola     | Stade José Gomes, Lisbonne, Portugal |                             |
|                 | Héldon Bramka 25e |       | 45e Miguel | Arbitrage : Hélder Malheiro          | Arbitrage : Hélder Malheiro |
|                 | (rapport)         |       |            | Arbitrage : Hélder Malheiro          | Arbitrage : Hélder Malheiro |

| 16 juillet 2009 | Portugal                                                                                             | 7 – 1 | Inde                  | Stade José Gomes, Lisbonne, Portugal |                          |
|                 | Bura Bramka 1re · Bruno Matias Bramka 8e 45+1e 56e · Rui Pedro Bramka 11e 23e · Adil Khan Bramka 21e |       | 81e Cajetan Fernandes | Arbitrage : José Mavunza             | Arbitrage : José Mavunza |

| 18 juillet 2009 | Portugal                                                                           | 4 – 1 | Angola             | Stade national du Jamor, Lisbonne, Portugal |  |
|                 | Rui Fonte Bramka 44e · Bura Bramka 72e · André Santos Bramka 74e · Licá Bramka 80e |       | 23e Amancio Fortes |                                             |  |
|                 | (rapport)                                                                          |       |                    |                                             |  |

| 18 juillet 2009 | Cap-Vert                          | 2 – 0 | Mozambique | Stade national du Jamor, Lisbonne, Portugal |
|                 | Gégé Bramka 26e · Rody Bramka 84e |       |            |                                             |

## Classement des buteurs
| 5 buts - Héldon Ramos 3 buts - Rui Pedro Bramka - Bruno Matias Bramka 2 buts - Dany Bramka - Bura Bramka - Maninho - Paty - Amancio Fortes | 1 but - Luís Martins Bramka - Adil Khan Bramka - Rui Fonte Bramka - André Santos Bramka - Licá Bramka - Daniel Fernandes - Cajetan Fernandes - Mano - Mocó - Miguel - Lau Bramka - Careca - Fulganço Cardozo Bramka - Gégé Bramka - Rody Bramka - Valter Bramka |